# Namecheap
Namecheap es un registrador de nombres de dominio acreditado por la ICANN que proporciona registro de nombres de dominio y alojamiento web con sede en Phoenix, Arizona, EE. UU. Namecheap es un proveedor de alojamiento económico con 11 millones de usuarios registrados y 10 millones de dominios.

## Historia
Namecheap fue fundada por Richard Kirkendall en 2000.
En marzo de 2013, Namecheap comenzó a aceptar Bitcoin como método de pago.
En febrero de 2022, Namecheap anunció que cancelaría los servicios a las cuentas rusas debido a la invasión rusa de Ucrania, citando "crímenes de guerra y violaciones de los derechos humanos". Los usuarios existentes recibieron un período de gracia de una semana para mover sus dominios. La compañía también anunció que ofrecería alojamiento web y registro de dominio anónimo gratuito a todos los sitios web de protesta y contra la guerra en Rusia o Bielorrusia.

## Abogacía

### Decisión de topes de precios de la ICANN
En julio de 2019, Namecheap fue una de las organizaciones que presentó una solicitud de reconsideración a la ICANN solicitando que se revisara la decisión de eliminar los límites de precios en los TLD .org e .info. A partir de septiembre de 2019, la ICANN ignoró dichas solicitudes.